# 38e division d'infanterie (États-Unis)
Pour les articles homonymes, voir 38e division d'infanterie.

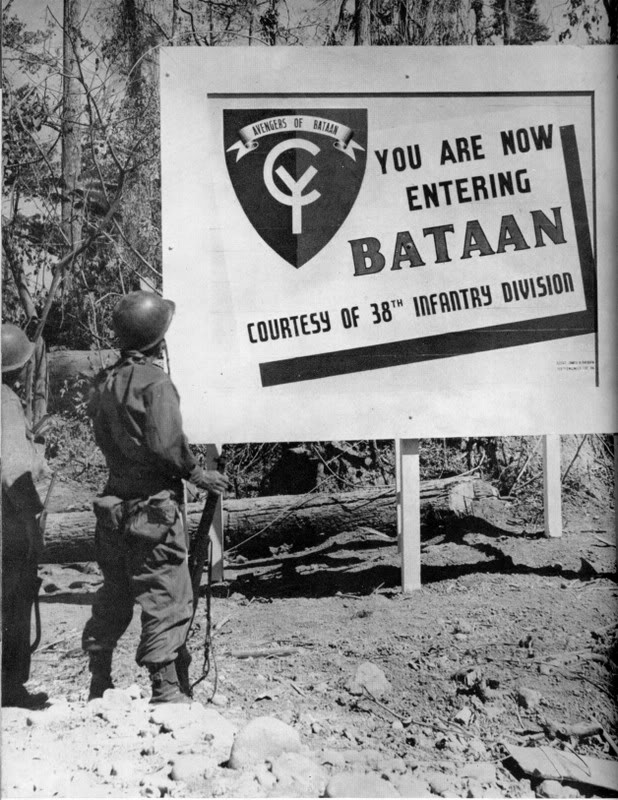
Panneau érigé dans la péninsule de Bataan libérée par la en 1945.

La 38e division d'infanterie (38th Infantry Division) est l'une des dix-huit divisions actives de l'US Army. Elle est stationnée à Indianapolis dans l'Indiana et comprend des unités de l'Army National Guard venant de l'Indiana, de l'Ohio, du Kentucky, du Delaware, du Michigan et du Tennessee.
L'unité apparaît en 1917, prenant le surnom de Cyclone Division après que le Camp Shelby où elle s'entraîne a été frappé par une tornade. Cette référence se retrouve sur l'insigne de la division qui mêle un C et un Y entrecroisés. Déployée en France lors des derniers jours de la Grande Guerre, ses différentes unités sont dispersées dans d'autres divisions pour combler les pertes. À la fin de la guerre, elle est démobilisée avant d'être reconstituée le 16 mars 1923 dans la Garde nationale.
Elle passe sous contrôle fédéral le 17 janvier 1941 alors que les États-Unis s'apprêtent à participer à la Seconde Guerre mondiale. Elle revient s'entraîner au Camp Shelby et est déployée sur le front du Pacifique en janvier 1944 en Nouvelle-Guinée où elle connaît ses premiers combats tout en parachevant son entraînement. En décembre, elle est déployée à Leyte dans les Philippines pour participer à la conquête de l'île. Le 29 janvier 1945, la 38e division prend part au débarquement dans la province de Zambales sur l'île de Luçon. Par la suite, elle participe à la bataille de Bataan et conquiert Corregidor et la baie de Manille. Du fait de ces actions, elle reçoit le surnom des « vengeurs de Bataan » (Avengers of Bataan). 
Rapidement démobilisée après la guerre, elle est réorganisée le 5 mars 1947 à Indianapolis. Par la suite, elle subit différentes réformes de son organisation tout gardant la dénomination de 38e division d'infanterie. Elle est notamment mobilisée dans le cadre des opérations liées à l'ouragan Katrina en 2005, supervisant l'action des éléments de la garde nationale dans le Mississippi. Depuis le 11 septembre 2001, les unités de la division ont participé à l'opération Enduring Freedom et à l'opération Iraqi Freedom. En 2009, elle fournit des éléments d'état-major pour superviser les opérations de contre-insurrection dans le Regional Command East en Afghanistan, d'août 2009 à juin 2010.